# Тихи бес
Тихи бес (енгл. Silent Rage) је амерички научно фантастични- хорор филм из 1982. године са Чаком Норисом у главној улози.

## Радња филма
Чак Норис глуми шерифа Дена Стивенса који мора да заустави ментално оболелог човека који креће у убилачки поход, након што је извршен експеримент на њему којим постаје скоро неуништив.

## Улоге
| Глумац        | Улога                |
| ------------- | -------------------- |
| Чак Норис     | шериф Ден Стивенс    |
| Рон Силвер    | др. Том Халман       |
| Стивен Китс   | др. Филип Спирс      |
| Тони Калем    | Алисон Халман        |
| Вилијам Финли | др. Пол Вон          |
| Брајан Либи   | Џон Кирби            |
| Стивен Фурст  | заменик шерифа Чарли |
| Стефани Данам | Ненси Халман         |